# 俳句 (雑誌)
『俳句』（はいく）は、角川文化振興財団が発行する月刊の俳句総合誌。1952年6月、東京都にて角川書店より創刊。創刊号には創刊を祝う高浜虚子の「登山する健脚なれど心せよ」の句が掲げられた。編集は当初石川桂郎が担当し、のち発行人の角川源義、1953年11月より大野林火に移る。林火時代には社会性俳句の特集などを行い俳壇に活気を与えた。1955年2月には角川俳句賞が設立され、俳壇の登竜門として定着。またこの年から臨時増刊号として『俳句年鑑』を毎年1回発行するようになった。1957年1月には西東三鬼に編集がうつり、三鬼以後は角川社内からの人間が編集を担当している。